# ファドゥワ・トゥカーン
ファドゥワ・トゥカーン（アラビア語: فدوى طوقان、Fadwa Tuqan、1917年 - 2003年）は、パレスチナの詩人。パレスチナの現代詩を代表する詩人のひとりである。現代詩の開拓によって女性の解放、パレスチナの抵抗などを詠って独自の世界観を築いた。

## 生涯
1917年のナブルスに生まれる。ファドゥワの両親は生年月日を覚えておらず、母親の話によれば2月から4月の間だった。ファドゥワは誕生宮を調べ、魚座の性格が自分に当てはまるので魚座生まれだと決めた。当時のパレスチナはオスマン帝国の統治からイギリス委任統治領パレスチナに移った時期にあった。同年にイギリスによってパレスチナ全土が占領され、パレスチナのナショナリズム運動に参加していた父親は逮捕されてエジプトへ追放となった。母親は社交的な性格で、家庭から女性が出られない当時の社会に対して不満を表すことがあった。ファドゥワの母親はナブルスでは最初にヒジャーブを取って顔を見せた女性のひとりでもあった。
ファドゥワは子供時代から詩を好み、学校で習った詩を暗唱したり新聞に書かれた詩に興味を抱いた。『カシュクール』という文芸や歴史の記事がある本に載っていた「酒注ぎよ、お前に言いたいことがある」というムワッシャハ形式の詩に興味を持ち、朗唱だけでなく詩を書きたいと思うようになった。しかしマラリアにかかって病弱な幼少期を送り、子供時代から青春期にいたるまで女性の活動を抑圧する家庭に苦痛を感じながら育った。
兄のイブラーヒム・トゥカーンは伝統的な作風の詩人だった。ファドゥワは男子学生との出会いがきっかけで学校に通うことを禁じられたが、イブラーヒムが自宅で詩について教えるようになった。それ以降のファドゥワはイブラーヒムから学びながら、自宅で小学校レベルから高校レベルまでの独学をして詩作を身につけた。ジャーヒリーヤ、ウマイヤ朝、アッバース朝の作品の他に、アル＝ナフダと呼ばれる同時代の文芸運動の作品も読み、雑誌では週刊文芸誌「アッリサーラ」や「アルサカーファ」を楽しみとした。1930年から1931年にかけての2年間で、手紙や詩を正しい文法や韻律で書けるようになった。韻律や文法を正しく書けた最初の詩は、イラクの詩人ラバーブ・アルカージミーに捧げた作品だった。
1948年にはシオニスト軍によるパレスチナ人への攻撃とイスラエル独立宣言、アラブ・イスラエル戦争などパレスチナ人に影響を与える事件が続き、ナクバとも呼ばれた。同時期にはファドゥワの父の死去も重なり、ファドゥワは詩をかけない状態が数ヶ月続いたあと、祖国のための詩を書くようになった。1967年にはナブルスがイスラエル軍に占領され、ファドゥワも出版や朗読をしばしば禁止された。その状況下でも占領各地域は交流を続け、ファドゥワは詩人のマフムード・ダルウィーシュやサミーフ・アルカーシムらと初の対面をした。ダルウィーシュやエミール・ハビービーをはじめとするパレスチナ人の作家がイスラエルと交流することについて、アラブ世界は裏切り者と批判をしたが、ファドゥワはパレスチナ人の立場から作家たちを擁護した。1968年にはイスラエルの国防相だったモシェ・ダヤンと会見し、ガマール・アブドゥル＝ナーセルとの会見やヤーセル・アラファートへのメッセージでパレスチナとイスラエルの和平のために行動した。しかしダヤンがのちに発表した声明は、ファドゥワによれば事実と異なっていた。
多数の詩によってパレスチナやアラブに影響を与えたが、自身は政党や政治組織に属さなかった。しばしばフェミニストとして紹介されるが、特定のイデオロギーや団体にもとづく行動は行わなかった。トゥカーン自身は、自分は何よりもまず一人の人間であり、アラブの現実にコミットして詩人としての役割を果たすには政党の所属は絶対条件ではないと考えていた。2003年の第2次インティファーダのさなかにナブルスで死去した。

## 作品
アラビア語詩を伝統詩（定形詩）、中間形式、自由詩に分けるならば、ファドゥワの詩は中間形式に属する。当初のテーマは自分の人生や愛についてで、後にはパレスチナ問題に関する作品が大半を占めた。
ファドゥワに詩を教えた兄のイブラーヒムは伝統復興の流れに属する詩人で、伝統的な詩をファドゥワに教え、現代詩は避けた。初の作品掲載は1939年の文芸誌「アッリサーラ」で、イブラヒームに隠して投稿した作品だった。当初のファドゥワは伝統的な形式で書いていたが、やがて古典な形式が感情をさまたげて自分にマンネリズムをもたらしていると考えるようになった。移民の詩人によるマフジャル派や、ナージク・マラーイカの始めたタフィーラ詩の影響を受け、1950年代には新しい形式へと移っていった。
アラブの家父長制な価値観が女性を閉じ込め、女性に個性や独立した人格を持たせないようにしていると考え、「入口が細い香水瓶（クムクム）のような女の世界」とも表現した。詩集の『私ひとり、日々と』（1952年）などに批判が込められている。自伝である『私の旅』（1990年）と『より困難な旅』（1993年）は、パレスチナの占領地の自伝でもあると評されている。
自作については、自分の本が並んでいるのを見てもほとんど何も感じないと述べている。作品は市場に出たら何か別のものであり、生活の一部や苦しめるものでもなく、野心を持って書いたことも信じられなくなる。そして目標や関心はまだ書いていないものへと向かうと語っている。

### 詩集
- 『私ひとり、日々と』وحدي مع الأيام،（1952年）
- 『見つけた』وجدتها（1957年）
- 『私たちに愛をください』أعطني（1960年）
- 『閉じられた扉の前で』أمام الباب（1967年）
- 『夜と騎士』الليل والفرسان（1969年）
- 『世界の頂上にひとり』على قمة الدنيا وحيداً（1973年）
- 『タンムーズともうひとつのこと』تموز والشيء الآخر（1989年）
- 『ファドゥワ・トゥカーン詩集』（1993年） - 前述の7冊を収録
- 『最後の曲』اللحن الأخير（2000年）

### 自伝
- 『私の旅』رحلة جبلية رحلة صعبة（1990年）
- 『より困難な旅』الرحلة الأصعب（1993年）